# Suzuki XF 650 Freewind
La Suzuki XF 650 Freewind, o chiamata anche Freewind XF650, è una motocicletta prodotta dalla casa motociclistica giapponese Suzuki dal 1997 al 2002.

## Descrizione e contesto

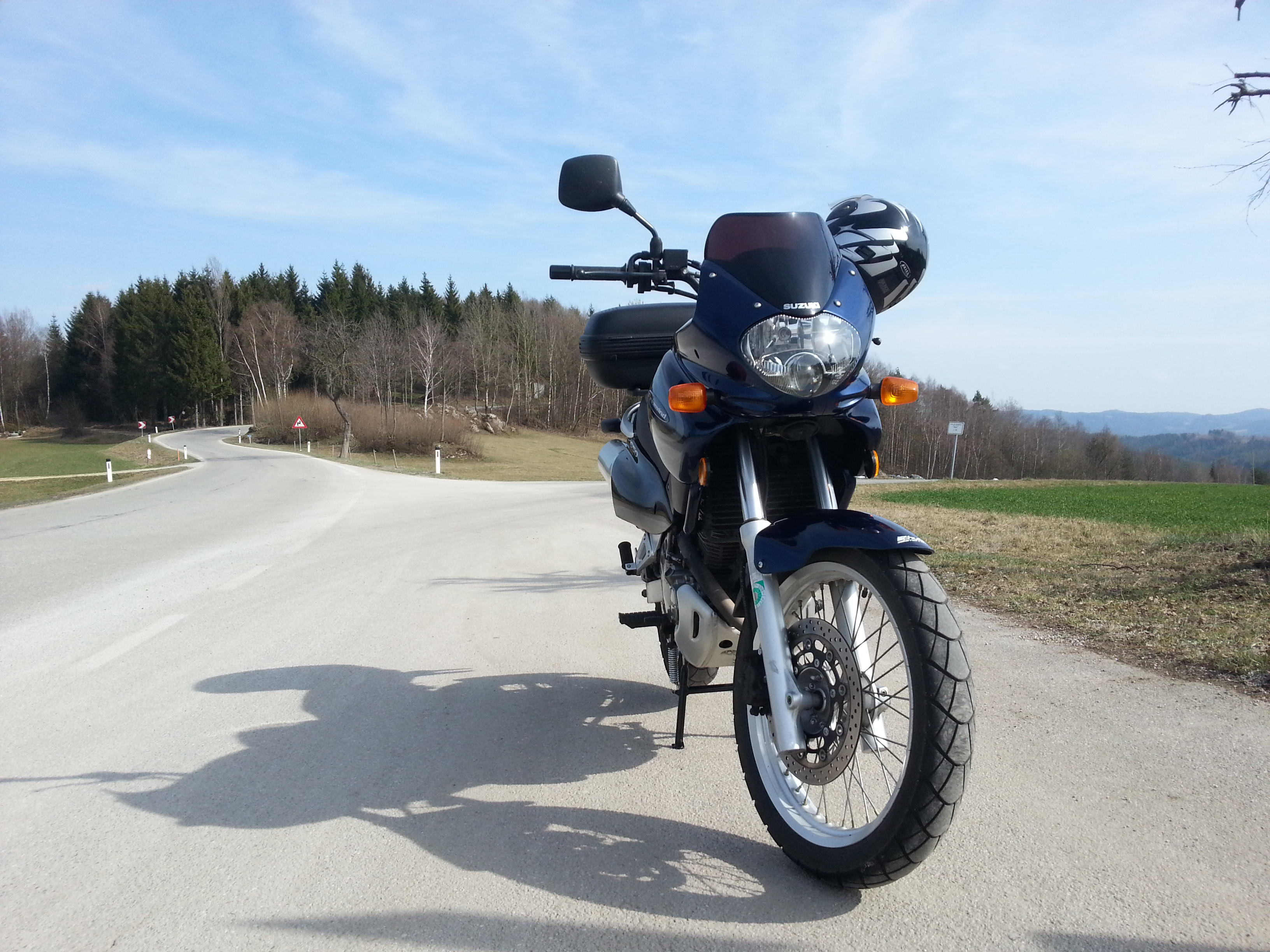
Restyling

Presentata alla fine del 1996, la moto utilizza un motore a quattro tempi monocilindrico raffreddato ad aria/olio disponibile nell'unica cilindrata di 644 cm³. Il motore è alimentato da carburatori Mikuni BSR32 Ø 32 coadiuvato da un sistema ad accensione elettronica a transistor con 2 candele "twin spark", avente distribuzione SOHC con 4 valvole per cilindro azionati da catena e dotato di contralbero di equilibratura con lubrificazione a carter umido.
La trasmissione primaria avviene tramite ingranaggi e una frizione multidisco a bagno d'olio ad azionamento meccanico, coadiuvato da un cambio a cinque marce. La potenza viene trasmessa alla ruota posteriore tramite catena.
Il telaio è del tipo a doppia culla in acciaio a sezione quadrata. La forcella telescopica anteriore ha un'escursione di 170 mm. La sospensione  posteriore è costituita da un forcellone in profilati d'acciaio con escursione di 167 mm.
Il quadro strumenti è costituito da un display digitale multifunzione che riporta il tachimetro, contagiri con grafico a barre e l'indicatore del carburante.